# Paywall
 (février 2023).
Sur Internet, un paywall (anglicisme, litt. « mur de péage »), péage de lecture numérique ou verrou d'accès payant est une méthode de restriction d'accès à un contenu numérique dans le but d'amener le lecteur à souscrire un abonnement payant,.
Les péages de lecture numérique les plus connus sont ceux des publications périodiques, tels les journaux et les magazines. Le premier verrou serait celui mis en place par le Financial Times en 2002.
À partir du milieu des années 2010, plusieurs journaux ont mis en place des péages sur leurs sites Web pour augmenter leurs revenus après des années de déclin des revenus d'abonnement dans les versions papier et des revenus publicitaires dans les versions numériques (en partie en raison de l'utilisation de bloqueurs de publicité).
Dans le milieu universitaire, les documents de recherche sont souvent assujettis à un péage et sont disponibles par l'entremise des bibliothèques universitaires qui y sont abonnées,.

## Histoire
En 1996, le Wall Street Journal a mis en place et maintient depuis un péage de lecture numérique dur. Le journal a continué à être largement lu, acquérant plus d'un million de lecteurs payants à la mi-2007, et 15 millions en mars 2008.
En 2010, dans la foulée du Wall Street Journal, The Times de Londres a mis en place un péage dur ; une décision qui a été controversée, car, contrairement au Wall Street Journal, le Times est un site d'information générale et certains prétendaient que les lecteurs chercheraient de l'information gratuite ailleurs. Le péage, ayant recruté 105 000 visiteurs payants, n'a été ni un échec ni un succès. Par contraste, The Guardian a résisté à l'utilisation d'un péage, citant comme raisonnement « la croyance en un Internet ouvert » et « le souci de la communauté », une explication qui se trouve dans son article de bienvenue aux lecteurs de nouvelles en ligne qui, bloqués du site du Times, sont venus au Guardian pour obtenir gratuitement des nouvelles en ligne. D'autres journaux, notamment le New York Times, ont oscillé entre la mise en place et la suppression de divers mécanismes de péage. Comme les nouvelles en ligne demeurent un média relativement nouveau, certains maintiennent que l'expérimentation est la clé du succès pour maintenir les revenus tout en conservant la satisfaction des consommateurs de nouvelles.
Certaines mises en œuvre de péages se sont avérées infructueuses et ont été abandonnées. Parmi les experts qui sont sceptiques à l'égard du modèle de péage, mentionnons Arianna Huffington, qui a déclaré que « le péage est de l'histoire ancienne » dans un article paru en 2009 dans The Guardian. En 2010, le cofondateur de Wikipédia, Jimmy Wales, a qualifié le péage du Times d'« expérience stupide ». La préoccupation majeure était qu'avec un contenu aussi largement disponible gratuitement, les abonnés potentiels se tourneraient simplement vers d'autres sources pour leurs nouvelles. Les effets négatifs des mises en œuvre précédentes comprenaient la diminution du trafic et une mauvaise optimisation des moteurs de recherche.
Les péages sont devenus controversés, les protagonistes se disputant sur l'efficacité des péages à générer des revenus et sur leurs effets négatifs sur les médias. Parmi les critiques des péages, on compte de nombreux hommes d'affaires, des universitaires comme le professeur Jay Rosen, des journalistes comme Howard Owens (en) et l'analyste des médias Matthew Ingram de Gigaom. Parmi ceux qui y voient un potentiel, on compte l'investisseur Warren Buffett, l'ancien éditeur du Wall Street Journal Gordon Crovitz (en) et le magnat des médias Rupert Murdoch. Certains ont changé d'avis sur les péages. Felix Salmon (en), de Reuters, était au départ un sceptique, mais il a par la suite exprimé l'opinion que les péages pouvaient être efficaces. Un théoricien des médias de l'Université de New York, Clay Shirky, était au départ sceptique quant aux péages, mais en mai 2012, il a écrit : « Les journaux devraient se tourner vers leurs lecteurs les plus fidèles pour obtenir des revenus, par le biais d'un service d'abonnement numérique comme le New York Times »,. Les péages modifient rapidement le journalisme, avec un impact sur sa pratique et son modèle d'affaires, et sur l'accès à l'information sur Internet.

## Types de péage
Trois modèles de péage ont émergé :
- les péages durs qui n'autorisent aucun contenu gratuit et incitent l'utilisateur à payer immédiatement pour lire, écouter ou regarder le contenu ;
- les péages souples ou péages mesurés qui autorisent un certain nombre d'articles gratuits auxquels un lecteur peut accéder sur une période de temps, permettant une plus grande flexibilité dans ce que les utilisateurs peuvent regarder sans s'abonner[26]
- les péages combinés qui permettent un accès gratuit à certains contenus, tout en conservant les contenus de qualité derrière le péage[27].

### Péages durs
Le péage dur, tel qu'utilisé par le Times, exige un abonnement payant avant de pouvoir accéder à son contenu en ligne. Un péage de ce type est considéré comme l'option la plus risquée pour le fournisseur de contenu. On estime qu'un site Web perdra 90 % de son lectorat en ligne et de ses revenus publicitaires pour les récupérer ensuite grâce à sa capacité à produire un contenu en ligne suffisamment attrayant pour attirer des abonnés. Les sites de nouvelles avec des péages durs peuvent réussir s'ils :
- fournissent une valeur ajoutée à leur contenu ;
- ciblent un public de niche ;
- dominent déjà leur propre marché[27].

De nombreux experts dénoncent le péage dur en raison de sa rigidité, estimant qu'il agit comme un élément dissuasif majeur pour les utilisateurs. Le blogueur financier Felix Salmon (en) a écrit que lorsqu'on rencontre un péage dur, on s'en va tout simplement et on est déçu de son expérience. Jimmy Wales, cofondateur de l'encyclopédie en ligne Wikipédia, a fait valoir que l'utilisation d'un péage dur diminue l'influence d'un site. Il a déclaré qu'en mettant en place un péage dur, le Times s'est rendu non pertinent. Bien que le Times ait potentiellement augmenté ses revenus, il a diminué son trafic[Quoi ?] de 60 %.

### Péages souples
Le péage souple est mieux incarné par le modèle de comptage. Ce modèle permet aux utilisateurs de consulter un certain nombre d'articles avant de bloquer un utilisateur qui n'a pas un abonnement payant. Le Financial Times permet aux utilisateurs d'accéder à 10 articles.
En mars 2011, le New York Times a mis en place un péage souple qui permettait aux utilisateurs de consulter 20 articles gratuitement par mois. En avril 2012, le New York Times a réduit le nombre d'articles gratuits à 10 par mois. Le péage souple du journal a été défini comme étant non seulement souple, mais aussi poreux, car il permet également d'accéder à tout lien affiché sur un site de média social, et jusqu'à 25 articles gratuits par jour s'ils sont accédés au moyen d'un moteur de recherche. Cette façon de faire permet au journal de « retenir le trafic des utilisateurs légers », ce qui lui permet de maintenir un nombre élevé de visiteurs, tout en recevant des revenus d'abonnement des utilisateurs lourds. Ce modèle a permis au New York Times d'attirer 224 000 abonnés au cours des trois premiers mois. Alors que certains ont proclamé le succès du New York Times après l'annonce d'un bénéfice au troisième trimestre de 2011, d'autres ont noté que l'augmentation du bénéfice est éphémère et largement basée sur une combinaison de coupures et de vente d'actifs. Bien que le péage souple permet de générer des revenus pour le journal tout en maintenant l'accès à l'information pour le public, la rentabilité du modèle n'a pas encore été prouvée.

### Péages combinés
Une stratégie de péage combinée consiste à permettre un accès gratuit à certains contenus, tout en conservant les contenus de qualité derrière le péage. Une telle stratégie conduit souvent à la création de deux catégories d'information : une information générale disponible gratuitement (souvent créée par des journalistes moins expérimentés) et un contenu avec plus de valeur ajoutée (souvent créé par les journalistes le plus expérimentés). Ce type de péage remet en question l'égalitarisme du média d'information en ligne. Selon le théoricien de la politique et des médias Robert A. Hackett (en), « la presse commerciale des années 1800, le premier média de masse du monde moderne, est née avec une profonde promesse démocratique : présenter l'information sans crainte ni faveur, la rendre accessible à tous et favoriser une rationalité publique fondée sur l'égalité d'accès aux faits pertinents ». 
Le Boston Globe a mis en œuvre une version de cette stratégie en septembre 2011 en lançant un deuxième site Web, BostonGlobe.com, pour offrir uniquement le contenu du journal derrière un péage dur, à l'exception de la plupart des contenus sportifs, qui sont restés ouverts pour faire concurrence aux autres sites Web sportifs locaux. BostonGlobe.com fonctionne parallèlement au site d'information préexistant, le Boston.com, qui contient désormais, avec un délai, une quantité limitée de contenu provenant du site payant, mais qui met davantage l'accent sur les actualités communautaires. Le rédacteur en chef du Boston Globe, Martin Baron, a décrit les sites comme « deux sites différents pour deux types de lecteurs différents – certains comprennent que le journalisme doit être financé et payé. D'autres ne veulent tout simplement pas payer. Nous avons un site pour eux. » En mars 2014, le site comptait plus de 60 000 abonnés payants. À ce moment-là, le Globe a annoncé qu'il remplacerait le péage dur par un péage souple permettant aux utilisateurs de lire 10 articles sans frais sur une période de 30 jours. Le rédacteur en chef du Boston Globe, Brian McGrory (en), était d'avis que la possibilité d'échantillonner le contenu de qualité supérieure du site encouragerait un plus grand nombre de personnes à s'abonner au service. En même temps, M. McGrory a annoncé son intention de donner à Boston.com une orientation éditoriale distincte, avec une « voix plus précise qui exprime mieux les sensibilités de Boston », tout en faisant migrer d'autres contenus des rédacteurs du Boston Globe, comme les blogues du Boston.com vers le site Web du journal, mais en les gardant en libre accès.

## Contournement des péages
Certains péages peuvent être contournés en utilisant la navigation privée, en utilisant des sites pirates (Sci-Hub, Library Genesis), en installant des extensions sur certains navigateurs Web tels que Google Chrome

## Réception

### Industrie
L'accueil réservé par les professionnels de l'industrie à la mise en œuvre des péages a été mitigé. La plupart des discussions sur les péages sont axées sur leur succès ou leur échec en tant que modèles d'affaires et négligent leurs implications éthiques pour le maintien d'un public informé. Dans le débat sur les péages, certains considèrent la mise en œuvre d'un péage comme une stratégie à courte vue - une stratégie qui peut aider à augmenter les revenus à court terme, mais pas une stratégie qui favorisera la croissance future de l'industrie des journaux. Cependant, en ce qui concerne le péage dur en particulier, il semble y avoir un consensus dans l'industrie selon lequel les effets négatifs (perte de lectorat) l'emportent sur les revenus potentiels, à moins que le journal ne cible un public de niche,.
Certains restent optimistes quant à l'utilisation de péages pour aider à augmenter les revenus des journaux en difficulté. Cependant, ceux qui croient que la mise en œuvre des péages réussira ne cessent de mentionner diverses conditions nécessaires à leur succès. W. R. Mitchell (en) affirme que pour qu'un péage apporte de nouveaux revenus et ne dissuade pas les lecteurs actuels, les journaux doivent « investir dans des systèmes souples, exploiter l'expertise de leurs journalistes dans des créneaux et, surtout, offrir aux lecteurs un contenu dont ils percevront la valeur.
Le rapport annuel 2011 State of the News Media's (État des nouveaux médias) affirme que « pour survivre financièrement, les sites d'information doivent non seulement rendre leur publicité plus intelligente, mais ils doivent aussi trouver un moyen de faire payer le contenu et d'inventer de nouvelles sources de revenus autres que l'affichage de la publicité et les abonnements ». Même ceux qui ne croient pas au succès des péages reconnaissent que, pour survivre, les journaux doivent générer un contenu plus attrayant avec une valeur ajoutée, et rechercher de nouvelles sources de revenus.
Les partisans du péage estiment que celui-ci est essentiel pour permettre aux petites publications de se maintenir à flot. Ils soutiennent que, puisque 90 % des recettes publicitaires sont concentrées chez les 50 plus grands éditeurs, les petites exploitations ne peuvent pas dépendre du modèle traditionnel de contenu gratuit soutenu par la publicité comme le font les grands sites. De nombreux défenseurs du péage affirment également que les gens sont plus que prêts à payer un petit prix pour un contenu de qualité. Dans un blogue de mars 2013 pour VentureBeat, Malcolm CasSelle (en) de MediaPass a déclaré que la monétisation deviendrait « une sorte de prophétie autoréalisatrice : les gens [vont] payer pour le contenu, et cet argent servira à rendre le contenu global encore meilleur ».
En avril 2013, la News Media Alliance (en) a publié son rapport sur les revenus de l'industrie pour 2012, qui indiquait que les revenus de diffusion avaient augmenté de 5 % pour les quotidiens, ce qui en faisait la première année de croissance de revenus en dix ans. Les revenus de circulation des journaux numériques seulement avaient augmenté de 275 % ; les revenus de circulation des journaux imprimés et numériques regroupés avaient augmenté de 499 %. Parallèlement à la tendance à regrouper les produits imprimés et en ligne dans des abonnements d'accès combinés, les revenus de tirage des produits imprimés seulement avaient diminué de 14 %.  Cette nouvelle corrobore la croyance croissante que les abonnements numériques seront la clé de la survie à long terme des journaux,.
En mai 2019, une étude de le Reuters Institute for the Study of Journalism (en) de l'Université d'Oxford a montré qu'en dépit des controverses entourant les péages, ceux-ci étaient en hausse en Europe et aux États-Unis. Selon l'étude de Felix Simon et Lucas Graves, plus des deux tiers des principaux journaux (69 %) dans l'Union européenne et aux États-Unis exploitaient une sorte de péage en 2019, une tendance qui a augmenté depuis 2017 selon les chercheurs, les États-Unis ayant vu une augmentation de 60 % à 76 %,.

### Lecteurs
La réaction générale des utilisateurs à la mise en œuvre des péages a été mesurée par un certain nombre d'études qui analysent les habitudes de lecture des nouvelles en ligne. Une étude réalisée en 2011 par le Canadian Media Research Consortium (en) intitulée Canadian Consumers Unwilling to Pay for News Online, identifie la réaction des Canadiens aux péages. Sondant 1 700 Canadiens, l'étude a révélé que 92 % des participants qui lisent les nouvelles en ligne rechercheraient une solution de rechange gratuite plutôt que de payer pour leur site préféré (par rapport à 82 % des Américains), alors que 81 % ont déclaré qu'ils ne paieraient absolument pas pour leur site de nouvelles en ligne préféré. Compte tenu de la mauvaise réception des péages par les participants, l'étude se termine par une déclaration similaire à celle des experts en médias, affirmant qu'à l'exception des journaux bien en vue comme le Wall Street Journal et le Times, les éditeurs feraient mieux de chercher ailleurs des solutions de revenus.

## Implications éthiques

### Détérioration de la sphère publique en ligne
Robert A. Hackett (en), soutient qu'un « forum sur Internet [...] peut fonctionner comme une sphère publique spécialisée ou à plus petite échelle ». Dans le passé, Internet a été un endroit idéal pour que le grand public se réunisse et discute d'enjeux associés aux nouvelles - une activité rendue possible d'abord par le libre accès aux nouvelles en ligne, et ensuite par la possibilité de les commenter, créant ainsi un forum. L'érection d'un péage restreint la communication ouverte des gens entre eux en limitant la capacité de lire les nouvelles et de partager les commentaires en ligne.
Le péage réduit l'égalité d'accès, en dissuadant ceux qui ne veulent pas payer et en bloquant ceux qui ne peuvent pas se joindre à la discussion en ligne. La restriction à l'égalité d'accès a été portée à un nouvel extrême lorsque le journal britannique The Independent a placé un péage uniquement sur les lecteurs étrangers en octobre 2011.
Les médias d'information en ligne ont la capacité avérée de créer une connexion mondiale au-delà de la portée typique d'une sphère publique. Dans Democratizing Global Media, Hackett et le théoricien des communications mondiales Yuezhi Zhao (en) décrivent comment une nouvelle « vague de démocratisation des médias survient à l'ère de l'Internet qui a facilité la création de réseaux transnationaux de la société civile de et pour la communication démocratique ». En plaçant un péage sur ses lecteurs internationaux, The Independent entrave la croissance et la qualité démocratique de la sphère publique créée par Internet.
L'utilisation de péages a également fait l'objet de nombreuses plaintes de la part de lecteurs de nouvelles en ligne concernant l'incapacité de partager un abonnement en ligne comme on le fait d'un journal imprimé traditionnel. Alors qu'un journal imprimé peut être partagé entre amis et famille, l'éthique derrière le partage d'un abonnement en ligne est moins claire, car il n'y a pas d'objet physique impliqué. Le chroniqueur éthicien du New York Times, Ariel Kaminer, abordant la question du partage d'un abonnement en ligne, déclare que « le partage avec votre conjoint ou votre jeune enfant est une chose ; le partage avec des amis ou des membres de la famille qui vivent ailleurs en est une autre ». Les commentaires des lecteurs qui suivent l'article de Kaminer portent sur la dichotomie entre le paiement d'un article imprimé et le paiement d'un abonnement en ligne. La facilité d'accès d'un journal imprimé signifie que plus de personnes peuvent lire un seul exemplaire, et que tous ceux qui lisent le journal peuvent envoyer une lettre à l'éditeur sans avoir à s'inscrire ou à payer un abonnement. Ainsi, l'utilisation d'un péage ferme la communication tant dans le domaine personnel qu'en ligne. Cette opinion n'est pas seulement celle des lecteurs de nouvelles en ligne, mais aussi celle des rédacteurs d'opinion. Jimmy Wales a déclaré qu'il « préfère écrire un article d'opinion là où il sera lu » et que « mettre des articles d'opinion derrière un péage n'a aucun sens ». Sans un accès facile à la fois pour lire et pour partager des idées et des opinions, la plate-forme d'information en ligne perd une caractéristique essentielle de l'échange démocratique.

### Payer pour rester informé
L'utilisation d'un péage pour empêcher les individus d'accéder à des informations en ligne sans paiement soulève de nombreuses questions éthiques. Selon M. Hackett, les médias « ne fournissent déjà pas aux citoyens un accès facile à l'information civique pertinente ». La mise en place de péages sur des contenus d'actualité auparavant gratuits accentue cet échec par une rétention intentionnelle. Hackett cite « les mécanismes culturels et économiques généraux, tels que la marchandisation de l'information et la dépendance des médias commerciaux à l'égard des recettes publicitaires » comme étant deux des plus grandes influences sur la performance des médias. Selon Hackett, ces mécanismes culturels et économiques « génèrent des violations de la norme démocratique d'égalité ». La mise en œuvre d'un péage lie intimement les deux mécanismes cités par Hackett, car le péage commercialise le contenu des nouvelles pour générer des revenus à la fois des lecteurs et de la diffusion accrue des annonces du papier imprimé. Le résultat de ces mécanismes, comme l'a déclaré Hackett, est un obstacle à « l'égalité d'accès aux faits d'actualité pertinents ».
La marchandisation de l'information - la transformation des nouvelles en un produit qui doit être acheté - restreint le principe fondateur égalitaire du journal. Katherine Travers, journaliste du blogue de la rédaction, aborde cette question dans un article sur l'avenir du Washington Post et demande si l'abonnement numérique est aussi permis que le fait de faire payer de temps en temps quelques dollars pour un exemplaire papier. Bien que des frais d'abonnement soient depuis longtemps rattachés aux journaux imprimés, toutes les autres formes de nouvelles ont traditionnellement été gratuites.
Le Daily Mail du Royaume-Uni soutient que les revenus tirés de l'impression sont uniques parce que « les gens paient pour la commodité de l'imprimé en reconnaissance du coût spécial de production et de livraison d'un produit tangible et parce qu'ils l'achètent en entier ». Les nouvelles en ligne, en comparaison, ont existé en tant que moyen de diffusion libre.
Jeff Sonderman, membre de Poynter Institute for Media Studies (en), décrit la tension éthique créée par un péage. Il explique que « la tension sous-jacente est que les journaux agissent simultanément comme des entreprises et comme des serviteurs de l'intérêt public ». En tant qu'entreprises à but lucratif, ils ont le droit (et même le devoir) de faire de l'argent pour les actionnaires ou les propriétaires privés. Mais la plupart prétendent aussi avoir un pacte social, dans lequel ils protègent l'intérêt public et aident toute leur communauté à façonner et à comprendre ses valeurs communes. En mettant en place un péage avant d'expérimenter d'autres initiatives d'augmentation des revenus, un journal fait passer le profit avant le public.

## Contre-stratégies
Bien qu'il y ait eu peu de couverture et de discussion sur les implications éthiques des péages concernant l'obligation des journaux de maintenir un public généralement informé, il y a deux cas importants où les entreprises ont supprimé la restriction à la couverture des nouvelles en ligne. Le premier est la suppression des péages en cas de nouvelles importantes (nouvelles couvrant des urgences nationales ou locales). Le second est l'application First Click Free de Google, que les fournisseurs de nouvelles peuvent mettre en œuvre s'ils souhaitent rendre les nouvelles d'intérêt accessibles aux lecteurs, indépendamment d'un péage.

### Désactivation du péage
Certains journaux ont retiré leurs péages bloquant le contenu couvrant des urgences. Lorsque l'ouragan Irene a frappé la côte est des États-Unis en août 2011, le New York Times a déclaré que toute la couverture de la tempête serait gratuite. Le rédacteur en chef adjoint du New York Times, Jeff Roberts, a déclaré « Nous sommes conscients de nos obligations envers notre public et le grand public quand un événement a un impact direct sur une si grande partie de la population ». Dans son article traitant de la suppression du péage, M. Soderman félicite le New York Times pour son action, déclarant que, bien qu'un éditeur « s'engage à utiliser un péage comme meilleure stratégie commerciale pour son entreprise de presse, il peut y avoir des reportages ou des sujets qui ont une telle importance et urgence qu'il est irresponsable de les refuser aux non-abonnés ».

### Nouvelles initiatives en matière de revenus
Compte tenu de l'opinion générale selon laquelle, indépendamment du succès des péages, de nouvelles sources de revenus sont nécessaires pour assurer la réussite financière des journaux, il est important de mentionner les nouvelles initiatives commerciales.  Selon Bill Mitchell, expert en médias du Poynter Institute, pour qu'un péage génère des revenus durables, les journaux doivent créer une nouvelle valeur - une plus grande qualité, une innovation, etc. - dans leur contenu en ligne qui mérite d'être payé, ce qui n'était pas le cas du contenu gratuit auparavant.
En plus d'ériger des péages, les journaux exploitent de plus en plus des produits d'information sur tablettes et appareils mobiles, mais leur rentabilité reste peu concluante,.
Certains journaux ont également ciblé des créneaux, comme le Mail Online du Daily Mail au Royaume-Uni.
Une autre stratégie, lancée par le New York Times, consiste à créer de nouveaux revenus en regroupant des anciens contenus dans des livres électroniques et des offres spéciales, afin de créer un produit attrayant pour les lecteurs. L'attrait de ces ouvrages n'est pas seulement le sujet, mais aussi les auteurs et l'étendue de la couverture. Selon le journaliste Mathew Ingram, les journaux peuvent profiter de ces offres spéciales de deux façons, d'abord en tirant parti de l'ancien contenu lorsqu'un nouvel intérêt se manifeste, comme un anniversaire ou un événement important, et ensuite en créant des forfaits d'intérêt général. Le New York Times, par exemple, a créé des forfaits sur le baseball, le golf et la révolution numérique.

### API comme source de revenus
Une API (application programming interface ; en français, interface de programmation d'applications) ouverte fait du site de nouvelles en ligne « une plate-forme de données et d'informations qui peut générer de la valeur d'une autre manière » pour l'entreprise. L'ouverture de leur API met les données d'un journal à la disposition de sources extérieures, ce qui permet aux développeurs et autres services d'utiliser le contenu d'un journal contre rémunération. The Guardian, en accord avec sa « croyance en un Internet ouvert », a expérimenté l'utilisation d'API. The Guardian a créé une plate-forme ouverte qui fonctionne sur un système à trois niveaux :
- niveau de base : le contenu est gratuit pour quiconque pour des utilisations personnelles et non commerciales[63] ;
- niveau commercial : des licences sont disponibles pour que les développeurs puissent utiliser le contenu de l'API s'ils acceptent de conserver la publicité associée ;
- niveau sur mesure : des développeurs peuvent s'associer avec le journal, en utilisant des données spécifiques pour créer un service ou une application, dont les revenus seront partagés[62].

Alors qu'une API ouverte est considérée comme un pari tout comme un péage, le journaliste Matthew Ingram note que l'utilisation d'une API ouverte vise à « profiter de l'échange ouvert d'informations et d'autres aspects du monde des médias en ligne, alors que le péage est une tentative de créer le genre de pénurie artificielle d'informations dont les journaux bénéficiaient auparavant ». Une API ouverte permet de garder le contenu des actualités gratuit pour le public tandis que le journal tire profit de la qualité et de l'utilité de ses données pour d'autres entreprises. La stratégie de l'API ouverte peut être saluée, car elle soulage la salle de rédaction de la pression qu'elle subit pour rechercher et explorer en permanence de nouveaux moyens de générer des revenus. Au contraire, la stratégie de l'API ouverte repose sur l'intérêt et les idées de ceux qui se trouvent en dehors de la salle de rédaction, pour qui le contenu et les données du site sont attrayants.

## Initiatives de péages abandonnées

### LeNew York Times-TimesSelect(en)
Le programme original d'abonnement en ligne, TimesSelect (en), a été mis en place en 2005 dans le but de créer une nouvelle source de revenus. TimesSelect facturait 49,95 $ par année, ou 7,95 $ par mois, pour l'accès en ligne aux archives du journal. En 2007, les abonnements payants rapportaient 10 millions de dollars, mais les projections de croissance étaient faibles par rapport à la croissance de la publicité en ligne. En 2007, le New York Times a abandonné le péage pour ses archives postérieures à 1980. Les articles en format PDF d'avant 1980 sont toujours derrière un péage, mais un résumé de la plupart des articles est disponible gratuitement.

### The Atlantic
À l'origine, le contenu en ligne n'était disponible que pour les abonnés à la version imprimée. Cela a changé en 2008 sous la supervision de James Bennet, rédacteur en chef, dans le but de donner une nouvelle image au magazine en le transformant en une entreprise multiplateforme. Le 5 septembre 2019, The Atlantic a réintroduit un péage mou qui permet aux lecteurs de consulter cinq articles gratuitement chaque mois, en exigeant un abonnement pour consulter les articles par la suite.

### Johnston Press(en)
En novembre 2009, l'éditeur régional britannique de plus de 300 titres a installé des péages sur les sites Web de six journaux locaux, dont la Carrick Gazette et la Whitby Gazette (en). Le modèle a été abandonné en mars 2010 ; la croissance des abonnés payants au cours de la période de quatre mois aurait été faible.

### Ogden Newspapers(en)
Tout au long de l'année 2014, les quotidiens d'Ogden Newspapers (en) ont été placés derrière un péage. Le système affichait le titre et le premier paragraphe des articles. Les abonnés payants avaient accès à une édition électronique des journaux ainsi qu'aux publications via des applications pour téléphones intelligents et tablettes. Les journaux ont commencé à supprimer leurs péages en novembre 2016, en même temps qu'ils lançaient des sites Web remaniés, adaptés aux téléphones et aux tablettes.